# Leobardo López Pascual
Leobardo López Pascual (San Pablo Anicano, Puebla, 16 de junio de 1959-Nueva York, Estados Unidos, 11 de septiembre de 2001) fue un cocinero y mesero mexicano. Trabajó en el restaurante Windows on the World localizado en el piso 107 en la Torre Norte del complejo World Trade Center. 
Leobardo se convirtió en una de las víctimas mexicanas con mayor cobertura mediática en haber fallecido durante los atentados del 11 de septiembre en Nueva York.

## Biografía
Leobardo López Pascual nació el 16 de junio de 1959 en el pueblo de San Pablo Anicano, Puebla, siendo hijo de dos campesinos. Desde su infancia, él y sus once hermanos, todos de origen mixteco, se vieron afectados por vivir precariamente, situación que se agravó con la muerte de su padre cuando él aún era un niño. Al crecer, solía participar como músico en la banda oficial de su localidad, lo que le otorgó la aspiración de algún día llegar a formar su propia agrupación musical.
Cansado de vivir en la pobreza, a los 28 años tomó la decisión de emigrar a Estados Unidos en busca del «sueño americano» para poder tener una mejor vida económica. De esta manera se dirigió a Los Ángeles como inmigrante ilegal, y volvió a México en 1989, antes de volverse a marchar nuevamente a dicha ciudad en 1990. Dos años después regresó otra vez a México, pero en 1993 volvió a irse, y finalmente en 1997 realizó su última visita a su país de origen, para después emigrar definitivamente a la ciudad de Nueva York el mismo año, donde consiguió empleo como cocinero y mesero en la pizzería del restaurante Windows on the World de la Torre Norte en el World Trade Center.
Entre sus idas y venidas a México, en 1988, su esposa Mirna Hernández Huerta dio a luz a su primera hija, Maricela López Huerta, y en 1993 nació la segunda, Lizeth. De un amorío con Imelda Reyes, una mujer originaria de Anicano, procreó otros dos hijos. En adición, se dice que también tuvo una concubina en Nueva York. Las remesas esporádicas que mandaba desde el extranjero eran de 50 a 200 dólares. A partir de 1998, dejó de tener contacto con su esposa e hijas y de mandar dinero. Su única comunicación con México la tenía con su madre, quien comentó que en una llamada Pascual le dijo que «en caso de haber un incendio o un temblor en la torre donde trabajaba, se arrojaría por la ventana para no sufrir en sus últimos momentos».

## Muerte

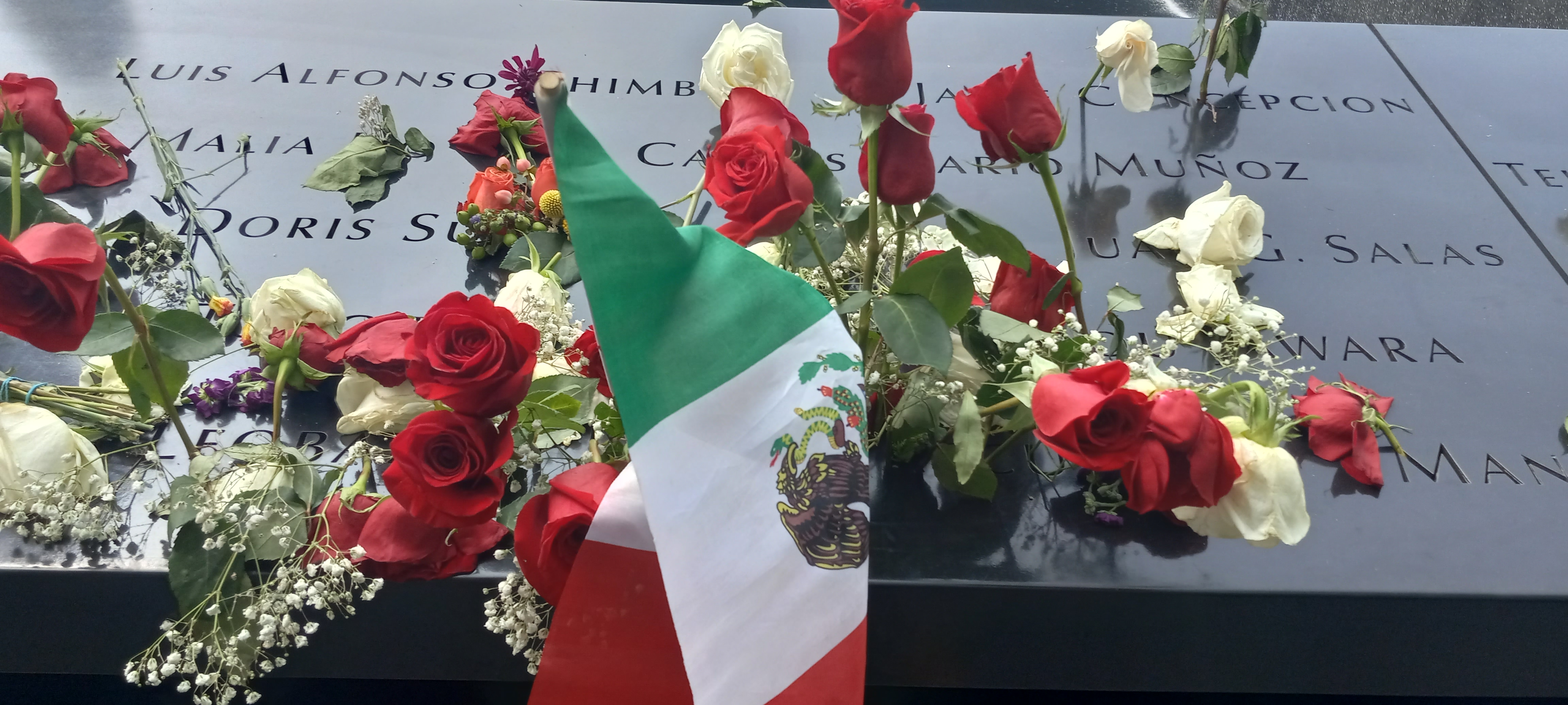
Panel N-70 de la torre norte en el National September 11 Memorial, fotografiado en septiembre de 2024. Sobre su nombre, del cual se puede apreciar un poco, se colocaron flores y una bandera de México.

Leobardo inició laborando en el Windows on the World en el turno nocturno, pero en sus días finales de vida recién se había cambiado al horario matutino. A las 8:46 del 11 de septiembre de 2001, el vuelo 11 de American Airlines se estrelló contra la Torre Norte del World Trade Center. El impacto se produjo entre los pisos 93 y 99, destruyendo todas las vías de escape que conducían a los pisos inferiores y atrapando a todos los ocupantes por encima del piso 92. Al momento del incidente, Leobardo ya se hallaba en el lugar, lo que hizo que terminara atrapado en el piso 107 sin posibilidades de escapar por la destrucción total de los pisos inferiores. Como su lugar de trabajo se encontraba ocho pisos arriba de la colisión, sobrevivió al impacto y es posible que también haya logrado mantenerse sensato sin sofocarse al estar medianamente lejos de las llamas y el humo emanado tras el choque.
No obstante, a las 10:28, la Torre Norte se derrumbó tras arder durante 102 minutos, lo que le provocó una muerte instantánea a los 42 años de edad. El 23 de septiembre, desde México, el periódico La Jornada público un artículo en el que se entrevisto a su madre, quien en ese entonces declaró que aún intentaba comunicarse con él o tener noticias suyas, por lo que con ayuda de sus otras hijas y hermanas de Pascual, entraba a internet para saber si ya lo habían encontrado.
Finalmente en junio de 2004, algunas partes de sus supuestos restos identificados y cenizas, fueron repatriadas a México en un ataúd, mismo que fue velado y enterrado en un cementerio de su natal San Pablo Anicano, en Puebla. Como un homenaje póstumo, su nombre fue plasmado en el National September 11 Memorial, localizado en Nueva York. En recuerdo a su vida, una misa anual en su memoria suele ser celebrada en su pueblo natal. En el marcó de la ceremonia en homenaje a los 20 años transcurridos por el 11 de septiembre en 2021, familiares suyos fueron invitados a hacer acto de presencia durante el evento.